# Rückenmarkstimulation
Die Rückenmarkstimulation (englisch spinal cord stimulation bzw. SCS) ist eine minimal-invasive Therapieform der Neuromodulation für chronische, neuropathische Schmerzen. Der Hinterstrang des Rückenmarks wird mittels einer oder mehreren in den Epiduralraum eingebrachten Elektroden durch geringe elektrische Ströme stimuliert (Neurostimulation).
Die Rückenmarkstimulation ist eine etablierte Therapie. Dabei wird ein batteriebetriebener Impulsgeber und eine oder mehrerer Elektroden implantiert. Steuerung und Stromversorgung der Therapie erfolgen durch den meist unter der Bauchdecke oder im unteren Rücken/Gesäßbereich implantierten Impulsgeber.
Es gibt verschiedene Programmformen, die der Impulsgeber "abspielen" kann. Dabei können z. B. die Stromstärke und die Impulsdauer geändert werden. Ein Teil der Stimulationsparameter lässt sich über ein externes Programmiergerät einstellen und anpassen.
Gemeinsam ist den verschiedenen Varianten der Rückenmarkstimulation das Ziel, die pathologische Spontanaktivität in den Hinterhornneuronen zu stimulieren bzw. zu normalisieren. Darüber hinaus ist die Wirkung im Einzelnen sehr komplex und ergibt sich als vielschichtige Reaktion auf den Strom. Sowohl elektrochemische und biochemische Transmitter als auch anatomische Strukturen im Rückenmark, aber auch anatomische Verbindungen zwischen Rückenmark-Kerngebieten und Hirnkerngebieten spielen eine Rolle.
Die Rückenmarkstimulation ist eine der Techniken, die auf Anregung der Gate-Control-Theory in den 1960er Jahren entstanden und wurde durch C. Norman Shealy eingeführt.

## Indikationen
Die Rückenmarkstimulation kommt zur Behandlung chronischer Schmerzen zur Anwendung und wird erst eingesetzt, wenn einfachere, nicht-invasive Behandlungsmethoden (Schmerzmittel, Physiotherapie usw.) auf Dauer keine Schmerzlinderung für den Patienten brachten.
Aufgrund der Anatomie des Rückenmarks bzw. der Nervenversorgung sind durch die Stimulation u. a. Schmerzen im unteren Rücken und Ischialgien, also in die unteren Extremitäten ausstrahlende Schmerzen, behandelbar. Oft handelt es sich dabei um chronisch-neuropathische Schmerzen; sie kommen durch eine Nervenschädigung oder -beeinträchtigung zustande, die Ursache liegt also im Nervensystem selbst. Die Liste der Diagnosen, die dafür verantwortlich sein können, ist lang. Dabei zeigen sich speziell Patienten, deren Schmerzen chronisch und neuropathischen Ursprungs sind, den konservativen Therapien gegenüber häufig therapierefraktär.
Es gibt eine Reihe von zugelassenen Indikationen, die von den Krankenkassen anerkannt werden. Dazu gehören:
- therapierefraktäre (nicht auf die üblichen Therapien ansprechende), chronische Rücken- und/oder Beinschmerzen (Lumboischialgien)
- die periphere arterielle Verschlusskrankheit (pAVK)
- das komplexe regionale Schmerzsyndrom I und II (CRPS/Morbus Sudeck)
- chronische Schmerzbilder nach wirbelsäulenchirurgischen Eingriffen (Postdiskektomiesyndrom/Failed Back Surgery Syndrome)
- chronische Nervenwurzel-Reizungen (Radikulopathie/Polyradikulopathie).

## Leitlinien/Empfehlungen
Die Gültigkeit der S3-Leitlinie „Epidurale Rückenmarkstimulation zur Therapie chronischer Schmerzen“ (AWMF, Stand 2013) ist nur bis Mitte 2018 angegeben. Sie befindet sich seit dieser Zeit in Überarbeitung. Angesichts der technischen Weiterentwicklungen, die zwischenzeitlich stattgefunden haben, lassen sich die darin enthaltenen Empfehlungen teilweise als überholt einstufen, da sie noch auf den von früher bekannten Limitationen basieren, die bei neueren SCS-Verfahren nicht mehr existieren (z. B. relativ geringe Responderrate, überschaubare Schmerzreduktion, Kribbelparästhesien, die Einschränkungen der Patienten im Alltag bringen z. B. beim Autofahren oder im Schlaf, sowie ca. 30 % Therapieverlust innerhalb von sechs Monaten).
Die allgemeine Akzeptanz der modernen Rückenmarkstimulation sowie die aktuellen Entwicklungen, Möglichkeiten und Therapieergebnisse berücksichtigt hingegen die Praxisleitlinie der Deutschen Gesellschaft für Schmerzmedizin (DGS) e. V. „Epidurale Rückenmarkstimulation zur Therapie chronischer Schmerzen“ von 2019. Das zeigt sich unter anderem darin, dass die Rückenmarkstimulation für Kreuzschmerz mit Evidenzlevel 1+ den Empfehlungsgrad A erhalten hat. Denn erst moderne Rückenmarkstimulationsverfahren entfalten bei Kreuzschmerzen eine gute Wirksamkeit.
Für folgende Indikationen gibt die DGS-Praxisleitlinie folgende Empfehlungen:
Evidenzgrad A (Aussage durch mehrere valide klinische Studien oder Metaanalysen oder systematische Reviews randomisierter kontrollierter Studien unterstützt.):
- Failed Back Surgery Syndrome (chronische Schmerzbilder nach wirbelsäulenchirurgischen Eingriffen/Postdiskektomiesyndrom)
- Radikulär bedingte Schmerzen ohne oder nach vorangegangener Operation (chronische Nervenwurzel-Reizungen/Radikulopathie/Polyradikulopathie).

Evidenzgrad B (Aussage durch mindestens eine valide klinische, randomisierte kontrollierte Studie belegt.):
- CRPS Typ I und II (Komplexes regionales Schmerzsyndrom I und II//Morbus Sudeck)
- Therapierefraktäre Angina pectoris
- Polyneuropathische Schmerzsyndrome (v. a. diabetische Neuropathien – vgl. hierzu auch die gesonderten Praxisempfehlungen[4] der DDG)

Evidenzgrad C (Aussage wird nicht durch sichere Studienergebnisse belegt, weil entweder adäquate Studien nicht vorliegen oder die Studienergebnisse widersprüchlich sind):
- Periphere arterielle Verschlusskrankheit (pAVK) und Durchblutungsstörungen anderer Genese (z. B. Raynaud-Syndrom, Thrombangitits obliterans)
- Postherpetische Neuralgien
- Anhaltende therapieresistente Neuropathie nach Nervenverletzungen (z. B. chronischer postoperativer Leistenschmerz)

Darüber hinaus gibt es zur Anwendung im Rahmen der symptomatischen Therapie der schmerzhaften diabetischen Polyneuropathie (Painful Diabetic Neuropathy – PDN) eine Studie von 2021 sowie Praxisempfehlungen der Deutschen Diabetes Gesellschaft (DDG)

## Studienlage
Eine Gruppe von Wissenschaftlern um Richard B. North untersuchte im Jahr 2005 in einer experimentellen Studie (einer prospektiven, randomisierten und kontrollierten, sogenannten RCT-Studie, die in der Wissenschaft als Goldstandard gilt) 50 Patienten. Sie waren aufgrund von wiederkehrendem, von der Nervenwurzel ausgehendem Schmerz nach einer lumbosakralen Wirbelsäulenoperation (Failed-Back-Surgery-Syndrom, FBSS) ausgewählt worden. Entsprechend der Standardkriterien wären sie erneut operiert worden. Sie erhielten dann per Zufallsauswahl eine Therapie zugeordnet: entweder eine SCS (damals stand lediglich die niederfrequente Form zur Verfügung) oder sie wurden reoperiert. Falls die Patienten mit der ihnen zufällig zugeordneten Behandlung unzufrieden waren, konnten sie zur alternativen Behandlungsoption wechseln. Der Therapieerfolg wurde anhand der von den Patienten berichteten Schmerzreduktion und ihrer Zufriedenheit gemessen. In den Ergebnissen zeigte sich die SCS erfolgreicher als die Reoperation, um den durch das FBSS verursachten Schmerz lindern. Bei einer Mehrheit der Patienten konnte durch die SCS eine erneute Operation vermieden werden.
Wissenschaftler um Krishna Kumar führten in den Jahren 2007 (und 2008 als Follow-up bzw. Fortführung) eine Studie zur SCS im Vergleich zur konventionellen medikamentösen Therapie (CMM) durch. Für die RCT-Studie wurden 100 Patienten mit FBSS in zwei Vergleichsgruppen unterteilt: Die eine erhielt eine SCS plus CMM, die andere ausschließlich CMM. Einbezogen wurden alle Patienten, die nach sechs Monaten mindestens eine Reduzierung von über 50 Prozent ihrer Beinschmerzen erzielten; die Patienten wurden zudem für 24 Monate nachbeobachtet. Ergebnis: Die SCS-Therapie bewirkt eine bessere Schmerzreduktion und verbessert die krankheitsbezogene Lebensqualität und funktionelle Kapazität im Vergleich zur alleinigen CMM. Die Behandlung mit einer SCS-Therapie bewirkt auch nach 24 Monaten eine anhaltende Schmerzreduktion.
In der Mitte 2015 erstmals veröffentlichten SCS-Vergleichs-Studie Senza-RCT, die randomisiert, prospektiv, von der FDA kontrolliert und als Multicenter-Studie durchgeführt wurde, ist mit Evidenzstufe Ib nachgewiesen, dass speziell der Einsatz hochfrequenter Impulse an definierten, räumlich begrenzten Hotspots (Rückenmarksarealen) bessere Behandlungsergebnisse als herkömmliche Verfahren der SCS bringt – und zwar sowohl bei chronischen Rücken- als auch bei Beinschmerzen. Die Einstufung mit Ib entspricht dem höchsten Evidenzgrad, den eine klinische Studie überhaupt erreichen kann.
Die hohe Wirksamkeit der hochfrequenten Rückenmarkstimulation bestätigte sich auch in Langzeitüberwachung der Probanden über 24 Monate. Das geht aus den im September 2016 veröffentlichten Daten aus der Fortführung der „Senza-RCT“-Studie hervor, die weiterhin randomisiert-kontrolliert und als Multicenter-Studie durchgeführt wurde.
Einer Kleinserie (n=20) zufolge unterscheiden sich Anwendungen mit Frequenzen zwischen 1 und 10 kHz in der Wirksamkeit nicht.

## Behandlung
Die Implantation der Elektroden wird meist stationär durchgeführt. Eine oder mehrere Elektroden werden dabei im Epiduralraum eingesetzt, um dort die schmerzstillenden Impulse abgeben zu können. Erzeugt werden diese Impulse über einen üblicherweise im unteren Rücken oder im abdominalen Bereich, also in der Bauchregion, implantierten Impulsgenerator.
Die individuelle Wirkung der Rückenmarkstimulation wird vor der dauerhaften Implantation der Elektroden in einer Testphase überprüft. Während dieser Testphase erfolgt die Stimulation des Rückenmarks über ein externes Gerät, das der Patient am Gürtel trägt. Der Erfolg der Behandlung bzw. die Schmerzintensität wird vom Patienten dokumentiert. Auf dieser Grundlage wird dann gemeinsam mit dem Arzt über die weitere Therapie entschieden.
Bei ungenügender Wirkung lassen sich die Elektroden wieder entfernen. Zurück bleibt dann lediglich eine kleine Narbe am Rücken. Zeigt sich die gewünschte Wirkung, das heißt, die Schmerzen reduzieren sich auf der VAS-Skala um die Hälfte, so wird der endgültige Impulsgenerator angeschlossen und implantiert.
Immer mehr Implantate sind für die MRT-Diagnostik zugelassen, sodass es unter anderem für Verlaufskontrollen kaum oder keine Einschränkungen in der Bildgebung gibt.

### Niederfrequente Rückenmarkstimulation
Für den Behandlungserfolg der herkömmlichen Rückenmarkstimulation, die mit Stromimpulsen von 40 bis 70 Hz arbeitet, ist eine Abdeckung des Schmerzareals mit den durch die Stimulation ausgelösten Kribbelparästhesien ein wichtiges Kriterium, ohne dass niederfrequente Elektroden nicht implantiert werden können. Da die Rückmeldung des Patienten also für die wirksame Platzierung der Elektroden erforderlich ist, läuft deren Implantation unter einer Sedierung ab, die es dem Patienten ermöglicht, direkt Rückmeldung über den richtigen Stimulationsort zu geben; gleichzeitig werden so Risiken vermieden, die mit einer Vollnarkose einhergehen. Die Impulsstärke kann bei dieser Behandlung vom Patienten an die ausgeübten Aktivitäten (sitzen, gehen, liegen) bzw. an die Körperhaltung angepasst werden.

### Hochfrequente Rückenmarkstimulation
Die hochfrequente Rückenmarkstimulation arbeitet mit 10.000 Hz (= 10 kHz) außerhalb des Wahrnehmungsbereichs. Die Amplituden der Stromfrequenz liegen dabei sehr nahe beieinander und die anzuwendende Stromstärke ist sehr gering, sodass Kribbelparästhesien gar nicht erst entstehen. Die wirksame Lage der Elektroden lässt sich zuverlässig mittels einer Impedanzmessung, also einer elektrischen Widerstandsmessung, und einer Röntgen-Kontrolle in zwei Ebenen sicherstellen: Die Implantation kann dadurch in Vollnarkose erfolgen. Die Feineinstellung des Impulsgenerators erfolgt bei der hochfrequenten Therapie innerhalb der fachärztlichen Sprechstunde und unabhängig von den Aktivitäten des Patienten.

### Spinalganglionstimulation – DRG

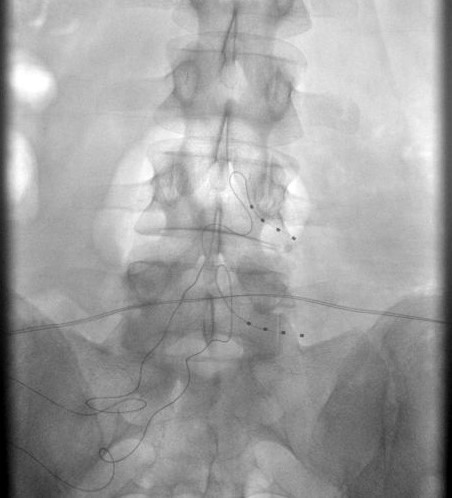
Elektroden an den Spinalganglien L4 und L5 kurz nach der Implantation.

Die Spinalganglionstimulation (englisch Dorsal Root Ganglion, DRG), beruht auf einer veränderten Positionierung der Elektroden. Diese werden direkt auf das Spinalganglion gelegt, um die Wirkung auf den von der Nervenfaser versorgten Bereich zu beschränken. Hierdurch können bessere Ergebnisse bei Schmerzen in den Extremitäten erzielt werden. Kribbelparästhesien sind hierbei nur in wenigen Fällen bekannt.

## Voraussetzungen
- Nicht alle Schmerzarten und -orte sind durch Rückenmarkstimulation behandelbar. Die Wirksamkeit ist für neuropathische Schmerzen nachgewiesen und damit für eine ganze Reihe von Indikationen und Diagnosen, die für chronische Rücken- und/oder Beinschmerzen verantwortlich sind. In der strikten Indikationsstellung liegt deshalb ein ganz wesentlicher Erfolgsfaktor für hohe SCS-Responderraten.
- In der Regel muss vor der dauerhaften Implantation des Impulsgenerators eine Teststimulation durchgeführt werden. Der Patient testet die Stimulation für einige Tage oder Wochen über ein Kabel, mit dem ein externer Testgenerator verbunden ist. Erst wenn die Wirksamkeit erwiesen und der Patient als Responder eingeordnet ist, erfolgt in einem zweiten Schritt die Implantation des Impulsgenerators oder bei Non-Respondern die unkomplizierte Entfernung der Elektrode. Bei der peripheren arteriellen Verschlusskrankheit Stadium III und IVa (nach Fontaine) kann auch einseitig implantiert werden.

## Möglichkeiten im Behandlungsverlauf
- Durch die oftmals erzielte Reduktion der medikamentösen Schmerztherapie lassen sich unerwünschte Arzneimittelwirkungen verhindern oder reduzieren, darunter sowohl akute (Übelkeit, Schwindel etc.) wie auch chronische (Organschäden, Verstopfung etc.).
- Durch Umprogrammierung lassen sich andere oder neue Schmerzgebiete stimulieren und die Therapie im Zeitverlauf optimieren (wichtig für chronische Erkrankungen).

- Nicht alle Schmerzarten und -orte sind durch Rückenmarkstimulation behandelbar. Die Wirksamkeit ist für neuropathische Schmerzen nachgewiesen und damit für eine ganze Reihe von Indikationen und Diagnosen, die für chronische Rücken- und/oder Beinschmerzen verantwortlich sind. In der strikten Indikationsstellung liegt deshalb ein ganz wesentlicher Erfolgsfaktor für hohe SCS-Responderraten.
- Da die Patienten unter der Behandlung häufig eine erhebliche Besserung erfahren (die Schmerzintensität nimmt ab; Analgetika, auch Morphine lassen sich reduzieren oder sogar ganz absetzen),[12] verbessert sich ihre Teilhabe am Leben. Da sich dabei auch ihre Aktivität erhöht, können die Elektroden oder – speziell bei Patienten, die durch das Mehr an Bewegung Gewicht verlieren – der Impulsgenerator verrutschen. Beides lässt sich aber repositionieren.
- Bei nicht wiederaufladbaren Impulsgeneratoren erschöpft sich nach einigen Jahren die Batterie. Dann muss das Schrittmacheraggretat über einen erneuten kleinen operativen Eingriff ausgetauscht werden. Wiederaufladbare Geräte dagegen lassen sich ganz einfach mittels eines externen Ladegerätes aufladen. Ladedauer und -häufigkeit hängen von den Stimulationseinstellungen des Implantats ab. Der Akku unterliegt ebenfalls einem Verschleiß (Abnahme der Kapazität im Laufe der Jahre), ein Austausch ist jedoch deutlich seltener erforderlich.

## Kostenentwicklung/Wirtschaftlichkeit
- Auf lange Sicht wirkt sich die SCS im GKV-System kostensenkend aus: Durch die ermöglichte Rückkehr in die Erwerbstätigkeit und die Reduktion der stationären Behandlungskosten werden die anfänglich hohen Kosten für die Rückenmarkstimulation wieder eingeholt.[13] Seltenere und kürzere Krankenhausaufenthalte (drei Jahre nach Implantation durchschnittlich 42 Prozent Rückgang gegenüber vor der Implantation) reduzieren zudem die Behandlungskosten erheblich. Eine Studie[14] bestätigt den wiederaufladbaren Impulsgeneratoren wirtschaftliche Überlegenheit. Bei den nicht wiederaufladbaren Geräten kommt es hingegen im dritten Jahr nach der Implantation bereits wieder zu einem Anstieg der Behandlungskosten, da in dem Zeitraum ein Austausch des Stimulationsgerätes erforderlich ist oder der Bedarf an Medikamenten wieder ansteigt.